# 爪哇疣豬
爪哇疣豬是豬屬的一個物種，為印尼特有種，現僅分布於爪哇島、努沙甘邦岸與巴韋安島（在馬都拉島已滅絕），1996年起即被IUCN紅色名錄列為瀕危物種。

## 外觀

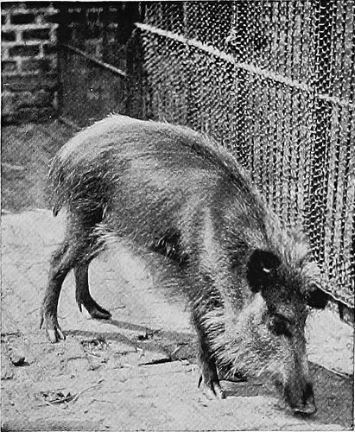
爪哇疣豬（攝於1917年）

爪哇疣豬全身呈灰黑色至紅褐色，頭部與腹部有部分為紅褐色，幼仔則為單色；臉上有三對疣，最大的一對位於耳下，第二對位於眼睛下方，最小的一對則位於犬齒上方，疣會隨著年齡增長而變大；背部有突起的鬃毛，自頸後一直延伸到尾部，且長度逐漸變短，其色澤較馬來豬亮，呈橘紅色至金色；尾部不具有毛簇。爪哇疣豬的體型比馬來豬大，但尾部較馬來豬短，其全長90至190公分，肩高70至90公分（巴韋安島的族群則為50至70公分），尾長10至19.5公分，耳長10.5至13.2公分。公豬重60至108.2公斤，母豬則重43.9至60公斤。

## 分布
爪哇疣豬分布於爪哇南部的勒翁桑倉自然保護區與梅魯貝蒂利國家公園等至少10個地點、努沙甘邦岸島的努沙甘邦岸自然保護區以及巴韋安島上的保護區，其生存環境為海拔800公尺以下的草地與次生林。
巴韋安島的族群有時被視為爪哇疣豬的一個亞種「巴韋安疣豬」（Sus verrucosus blouchi），也有學者基於形態學研究而主張把巴韋安疣豬提升為獨立物種（Sus blouchi）。2016年發表的一篇研究指巴韋安疣豬在野外的總數可能介於172至377隻間。

## 行為

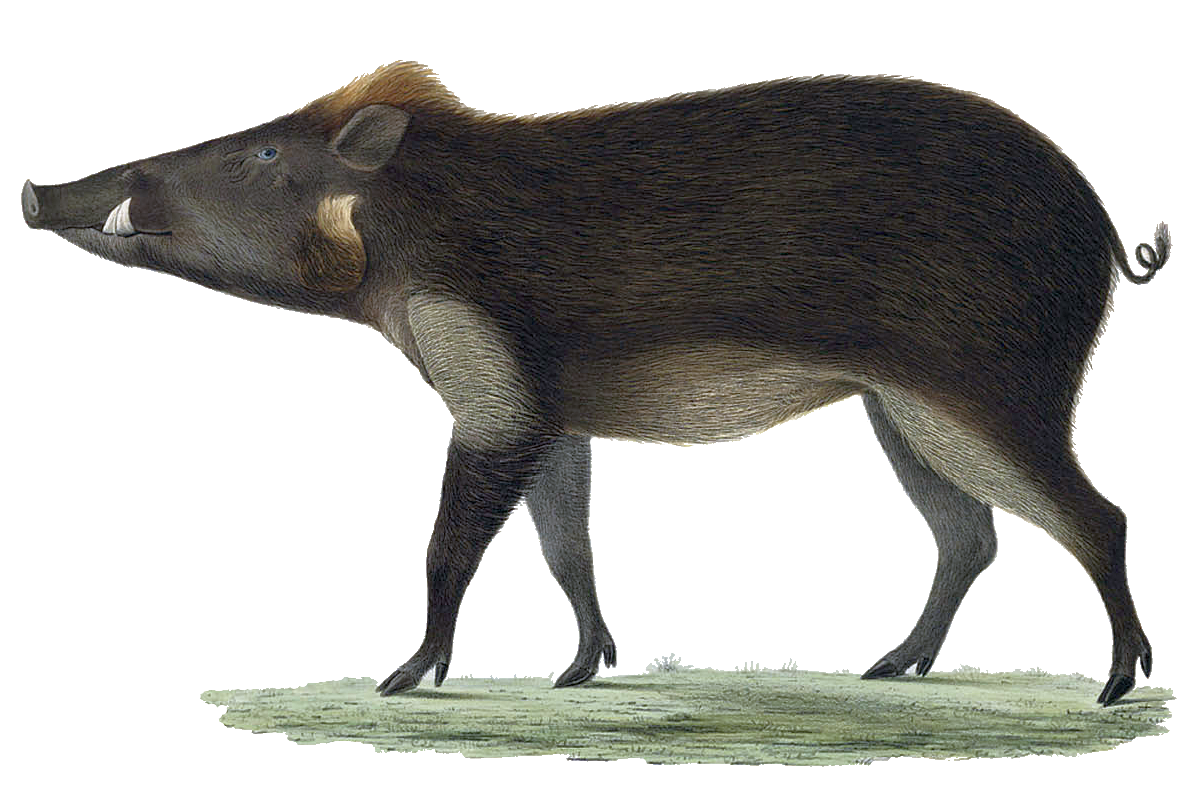
1840年代的爪哇疣豬圖畫

爪哇疣豬為獨居的動物，但有時會形成3至4隻的族群；此動物為夜行性與晨昏性，受驚嚇時鬃毛會豎起，逃離掠食者攻擊時會將翹起尾巴；豬群受到攻擊時會發出如尖銳口哨聲般的警戒叫聲。

### 繁殖
爪哇疣豬的繁殖季為9月至12月，妊娠期為4個月，小豬出生後的哺乳期為3至4個月。這種豬的平均壽命約為8年，少數被圈養的個體有活至14歲的紀錄。
目前尚未在野外觀察到爪哇疣豬的繁殖行為，有1940年代的紀錄顯示一窩小豬在1月至3月出生，一胎為3至9隻；2003年至2005年泗水動物園的爪哇疣豬在3月至8月間產下小豬，一胎為2至4隻。

## 保育
IUCN紅色名錄於1988年將爪哇疣豬列為易危物種，1996年又將其改列為瀕危物種。據統計，爪哇疣豬的族群數量在1982年至2006年間銳減了53%，且仍持續下降中。本種最大的威脅來自人類的棲地破壞，農業發展的影響尤其巨大，另外農夫也會捕殺夜間在農地中破壞農作物的豬隻，因這種豬體型巨大，休閒狩獵者還會將打獵本種作為挑戰，將其作為珍貴的戰利品。除此之外，與爪哇疣豬分布範圍重疊的馬來豬（野豬的一個亞種）也對其造成重大威脅，兩者會相互競爭資源，還可發生雜交而影響本種的基因庫。
近年世界動物園暨水族館協會有一復育爪哇疣豬的計畫，為自野外捕捉健康的爪哇疣豬，並在人工圈養下加以繁殖，再將長大後的幼豬釋放到野外保護區中。此計畫的一大挑戰是確保抓到的豬隻為純種爪哇疣豬，因此研究人員需提取DNA加以分析。另外也有計畫向大眾宣導保護爪哇疣豬的重要性，以及教導當地人如何在外觀上區分本種與馬來豬。